# Pretzfeld
Pretzfeld ist ein Markt im oberfränkischen Landkreis Forchheim.

## Geografie

### Geografische Lage
Die Flächengemeinde liegt im südwestlichen Teil von Oberfranken und in der Fränkischen Schweiz. Sie ist bekannt für Obstanbau und Obstverwertung. Von den ca. 2500 ha Gesamtfläche sind 1100 ha Wald.
Der Ort Pretzfeld befindet sich im Westen der Gemeinde, nahe der Einmündung der Trubach in die Wiesent.

### Nachbargemeinden
Nachbargemeinden sind (von Norden, beginnend im Uhrzeigersinn) Ebermannstadt, Gößweinstein, Egloffstein, Leutenbach, Kirchehrenbach und Weilersbach.

### Gemeindegliederung

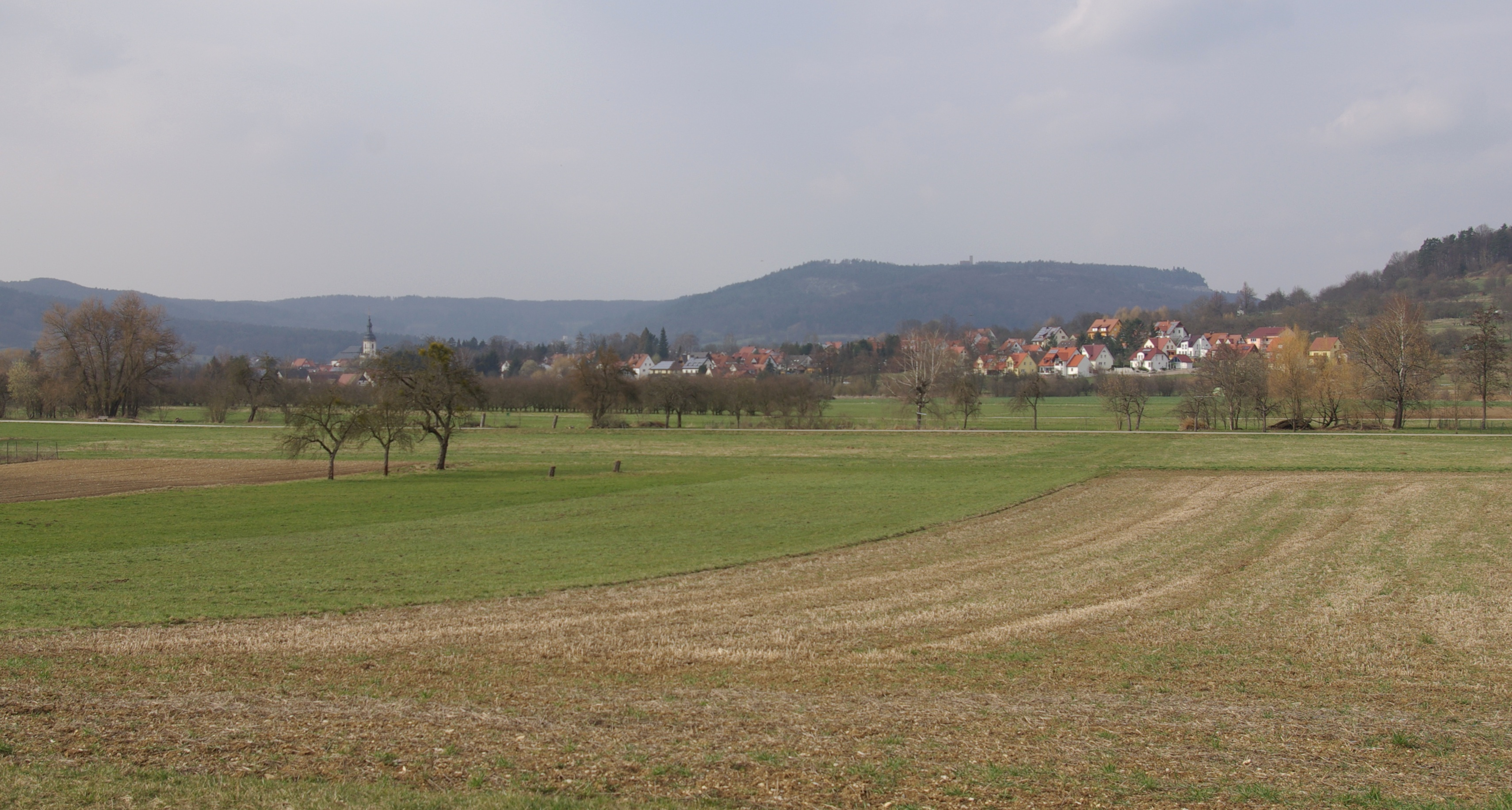
Blick in nordwestliche Richtung nach Pretzfeld, 2011

Der Markt Pretzfeld hat 12 Gemeindeteile (in Klammern ist der Siedlungstyp angegeben):
- Eberhardstein (Weiler)
- Hagenbach (Dorf)
- Hetzelsdorf (Pfarrdorf)
- Kolmreuth (Weiler)
- Lützelsdorf (Dorf)
- Oberzaunsbach (Dorf)
- Pfaffenloh (Einöde)
- Poppendorf (Dorf)
- Pretzfeld (Hauptort)
- Unterzaunsbach (Dorf)
- Urspring
- Wannbach (Kirchdorf)

Es befindet sich noch die Siedlung Altreuth auf dem Gebiet der Marktgemeinde, jedoch ist sie kein amtlich genannter Gemeindeteil.
Außerdem liegen zwei an das Siedlungsgebiet des Dorfes Hardt angrenzende Anwesen auf dem Gemeindegebiet von Pretzfeld, ebenso ein Gebäude bei der Thosmühle.
Es gibt auf dem Gemeindegebiet die Gemarkungen Hagenbach, Hetzelsdorf, Lützelsdorf, Pretzfeld, Wannbach, Wichsenstein (nur Gemarkungsteil 1) und Zaunsbach (nur Gemarkungsteil 1).

## Geschichte

### Mittelalter
Die Entstehung von Pretzfeld wird in das 8. Jahrhundert datiert. Wie viele Orte, die auf -feld enden, war es vermutlich ein Zulieferer für den nahen Königshof Forchheim.
Spätestens in die Regierungszeit von Ludwig dem Deutschen (840–876) fällt die Gründung der Pretzfelder Kirche als Urpfarrei.
Im Jahre 1145 wurde der Ortsname erstmals in einer Urkunde als „Bretevelth“ erwähnt.
Später war Pretzfeld der Sitz eines gleichnamigen Rittergutes. Schlossherren waren von 1505 bis 1762 die Freiherren Stiebar von Buttenheim, Schlüsselberger Dienstleute. Ihnen folgten von 1764 bis 1852 die Grafen von Seinsheim.

### Jüdischer Friedhof
Der seit dem 16. oder 17. Jahrhundert bestehende jüdische Friedhof auf dem Judenberg außerhalb des Ortes war Begräbnisplatz für zahlreiche jüdische Gemeinden des Forchheimer Landes. Die letzte Beerdigung auf dem teilweise erhaltenen Friedhof fand 1894 statt. Danach war keine jüdische Familie mehr in Pretzfeld ansässig. Der Judenfriedhof im Pretzfelder Gemeindeteil Hagenbach war bis 1934 in Gebrauch. (Siehe auch Synagoge Hagenbach).

### Neuzeit
Mit der Rheinbundakte 1806 kam der Ort zum Königreich Bayern. Im Zuge der Verwaltungsreformen in Bayern entstand mit dem Gemeindeedikt von 1818 die Gemeinde. Walter Schottky, der sich 1943 im Pretzfelder Schloss niedergelassen hatte, initiierte 1946 die Gründung eines Siemens-Labors. Der Physiker wohnte bis zu seinem Tod 1976 in Pretzfeld.

### Gebietsreform
Die meisten heutigen Gemeindeteile gehörten bis zu dessen Auflösung 1972 zum Landkreis Ebermannstadt. Danach kam Pretzfeld zum Landkreis Forchheim. Am 1. Juli 1976 wurde die Gemeinde Wannbach eingemeindet, am 1. März 1977 kam Lützelsdorf hinzu. Hetzelsdorf sowie Teile der aufgelösten Gemeinden Wichsenstein (Eberhardstein, Pfaffenloh und Urspring) und Zaunsbach (Ober- und Unterzaunsbach) folgten am 1. Mai 1978.

## Religion
Am 9. Mai 2011 waren laut Zensus 47,7 % der Einwohner römisch-katholisch und 41,3 % evangelisch-lutherisch. 11,0 % hatten eine andere Religion oder waren konfessionslos.

## Politik

### Marktgemeinderat
Die Kommunalwahlen 2020 führten zu folgender Sitzverteilung im Marktgemeinderat:
- CSU-Bürgerblock: 2 Sitze
- SPD und Ökologen: 2 Sitze
- Wählergemeinschaft Pretzfeld-Altreuth: 3 Sitze
- Freie Wähler Pretzfeld: 3 Sitze
- Wählergemeinschaft Trubachtal-Hagenbach: 1 Sitz
- Wählergruppe Oberland: 1 Sitz
- Wählergemeinschaft Zaunsbach: 1 Sitz
- WIR-Gemeinsam für Pretzfeld und seine Ortsteile: 1 Sitz

### Bürgermeister
Erster Bürgermeister ist seit 1. Mai 2020 Steffen Lipfert (FW). Vorgängerin war seit 2008 Rose Stark (SPD und Ökologen). Diese folgte Erhard Müller (CSU) nach, der von 2002 bis 2008 amtierte.

### Wappen
| Wappen von Pretzfeld | Blasonierung: „Geteilt; oben in Rot ein wachsender silberner Eberspieß, unten fünfmal gespalten von Silber und Blau.“ |
| Wappen von Pretzfeld | Wappenbegründung: Stellvertretend für die vielen Herrschaftsinhaber wurden Motive aus zwei Adelswappen in das Gemeindewappen aufgenommen. Die so genannte Saufeder, auch Eberspieß genannt, stammt aus dem Wappen der Freiherren von Stiebar von Buttenheim, Schlüsselberger Dienstleute, die 1304 erstmals genannt werden und 1762 erloschen sind. Sie waren von 1522 bis 1762 Schlossherren in Pretzfeld. Ihnen folgten von 1764 bis 1852 die Grafen von Seinsheim. Daran erinnert der mehrfach gespaltene Schild aus ihrem Wappen. Die Übergabe des Rittergutes Pretzfeld an Endres von Stiebar erfolgte nicht 1505, wie mehrfach in der Literatur erwähnt, sondern nach Aktenlage im Staatsarchiv Bamberg erst 1522. Der Markt Pretzfeld führt das Wappen seit 1968. |

### Gemeindepartnerschaften
Mit der Gemeinde Bretzfeld im Hohenlohekreis (Baden-Württemberg) besteht eine Gemeindefreundschaft. Diese begann mit einer fehlgeleiteten Paketsendung auf Grund des sehr ähnlichen Namens.

## Wirtschaft und Infrastruktur

### Wirtschaft
Um den Markt Pretzfeld erstreckt sich das größte geschlossene Süßkirschenanbaugebiet Deutschlands und eines der größten in Westeuropa. Bedingt durch die wärmebegünstigte Klimalage auf durchlässigen, nährstoffreichen Böden stehen auf 1700 ha Fläche über 200.000 Süßkirschenbäume.
Auf dem Gemeindegebiet gibt es die Brauereien Nikl-Bräu in Pretzfeld (die den zwischen Pretzfeld und Ebermannstadt im Wald gelegenen und durch seine kolossale Aussicht bekannten Biergarten Pretzfelder Keller mit Bier beliefern), Meister in Unterzaunsbach und Penning-Zeißler in Hetzelsdorf. Daneben existieren mehrere Brennereien, eine der bekanntesten ist die Brennerei Haas mit einer Jahresproduktion von ca. 60.000–70.000 Flaschen.
Aus dem 1946 von Walter Schottky initiierten Halbleiterlabor entstand ein Werk für Leistungshalbleiter, das zuletzt als Infineon-Tochter eupec (European Power-Semiconductor and Electronic Company) firmierte, bevor es 2002 geschlossen wurde.

### Verkehr
Die  Staatsstraße 2760/2260 durchquert das Gemeindegebiet und den Hauptort von West nach Ost und verbindet Pretzfeld mit der gut 1 km westlich verlaufenden B 470.
Die Marktgemeinde hat einen Haltepunkt an der Bahnstrecke Forchheim–Behringersmühle, der stündlich durch die Linie RB 22 bedient wird. Seit 1992 ist sie in das Tarifgebiet des Verkehrsverbundes Großraum Nürnberg integriert.

## Sehenswürdigkeiten
- Die barocke Pfarrkirche St. Kilian wurde von 1742 bis 1761 nach Plänen des Bamberger Architekten Johann Jakob Michael Küchel erbaut.
- Das Schloss Pretzfeld wurde 1145 (oder 1182) als Sitz des „Hademar de Bretevelt“ (breites Feld) erwähnt. In der heutigen Form stammt es aus der Mitte des 18. Jahrhunderts. Die Burg gehörte ab 1375 denen von Wiesenthau, ab 1522 denen von Stiebar. 1754 erhielt der kurbayerische Minister Graf von Seinsheim das Lehen. 1852 kaufte der Nürnberger Kaufmann Josef Kohn (1810–1885) das Schloss, das durch Heirat an die Familie Herrmann ging, die heutigen Besitzer.[10]
- Eine Mikwe (jüdisches Frauenbad) stammt aus der Mitte des 14. Jahrhunderts.
- Der jüdische Friedhof, seit dem 17. Jahrhundert bestehend, enthält hauptsächlich Grabstätten aus dem 18. und 19. Jahrhundert. Auch in der Ortschaft Hagenbach gibt es einen jüdischen Friedhof mit alten Grabsteinen.
- Der Kellerwald mit zahlreichen Felsenkellern.

Sehenswürdigkeiten
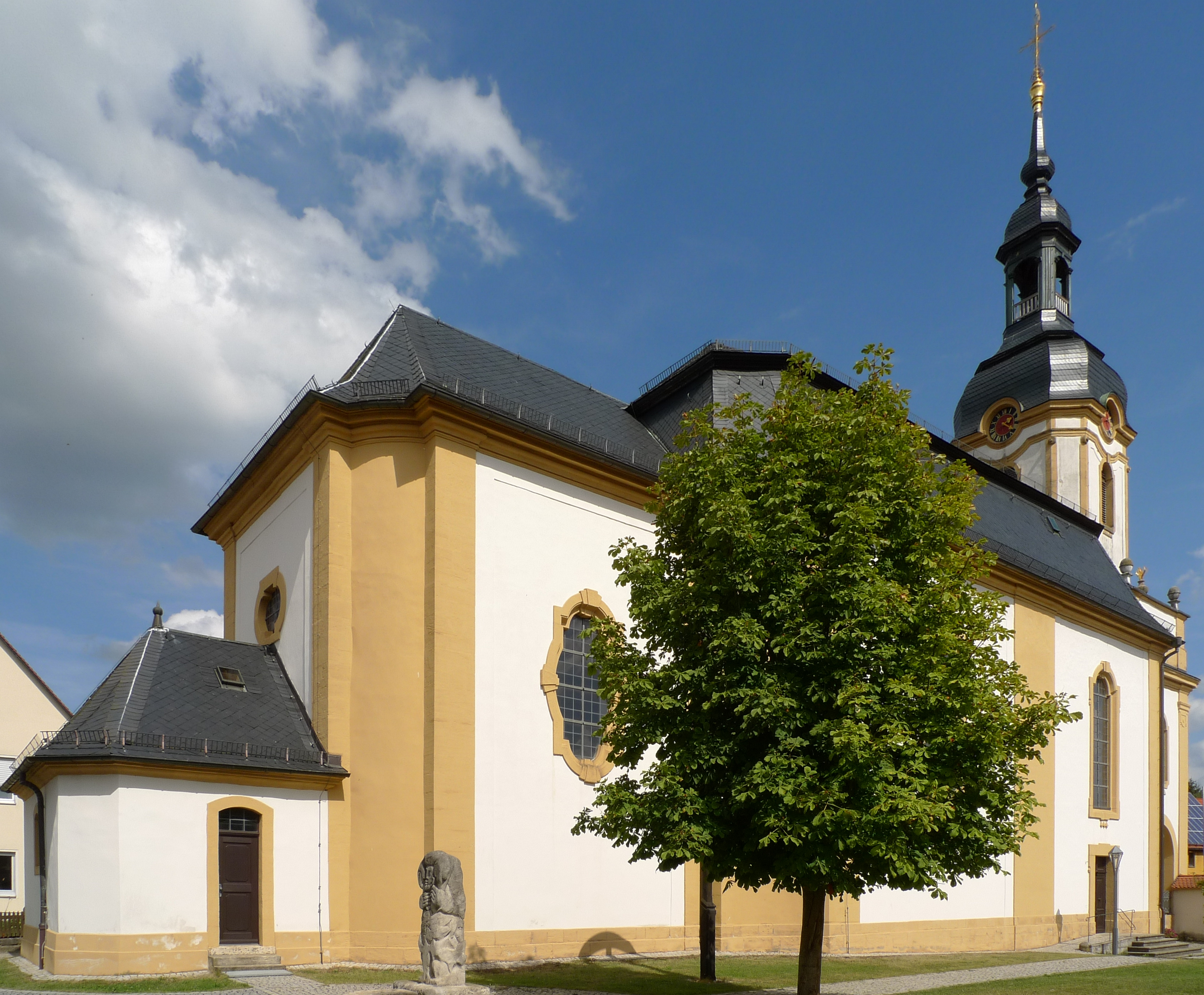
Pfarrkirche St. Kilian, 2009
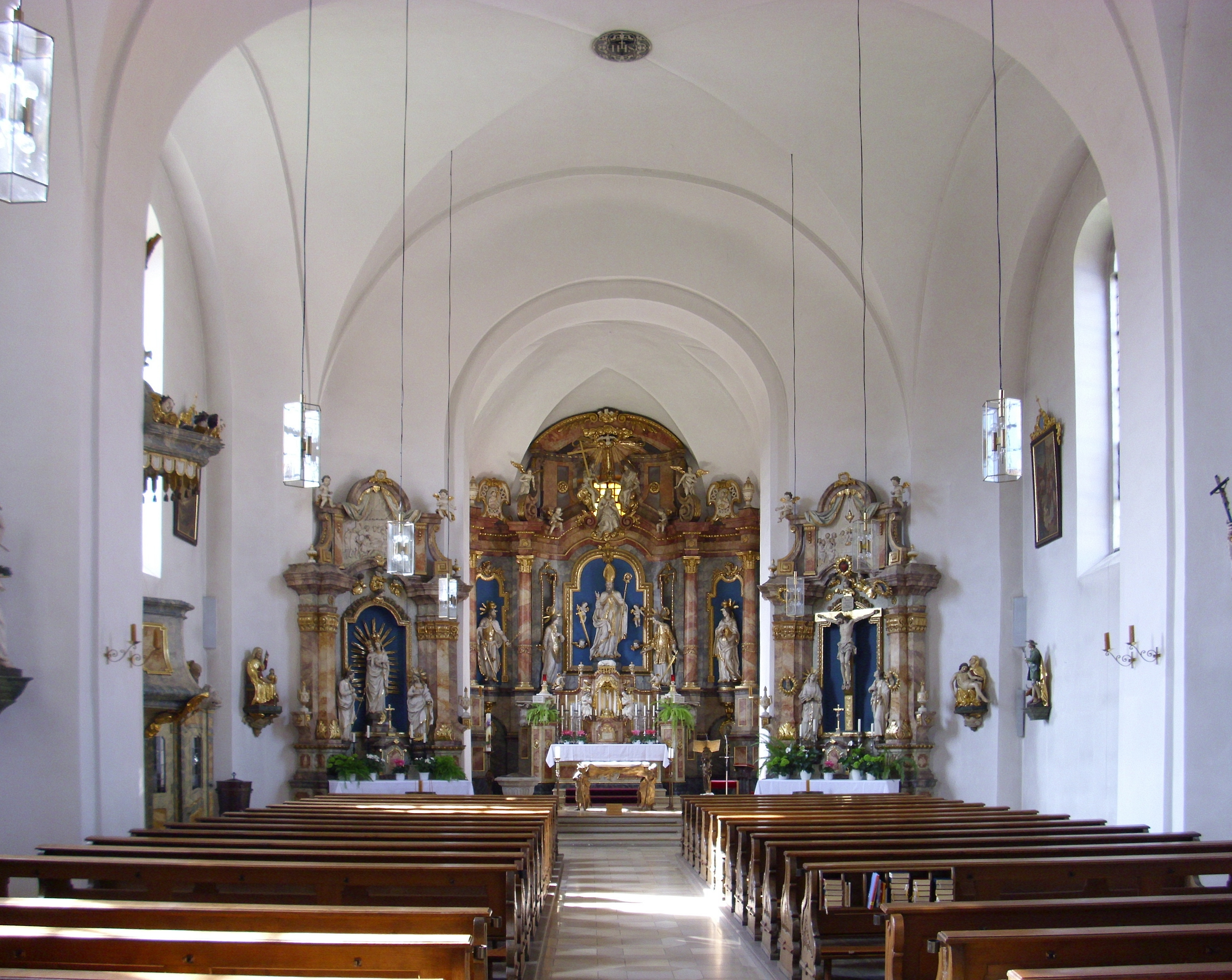
Inneres der Pfarrkirche, 2010
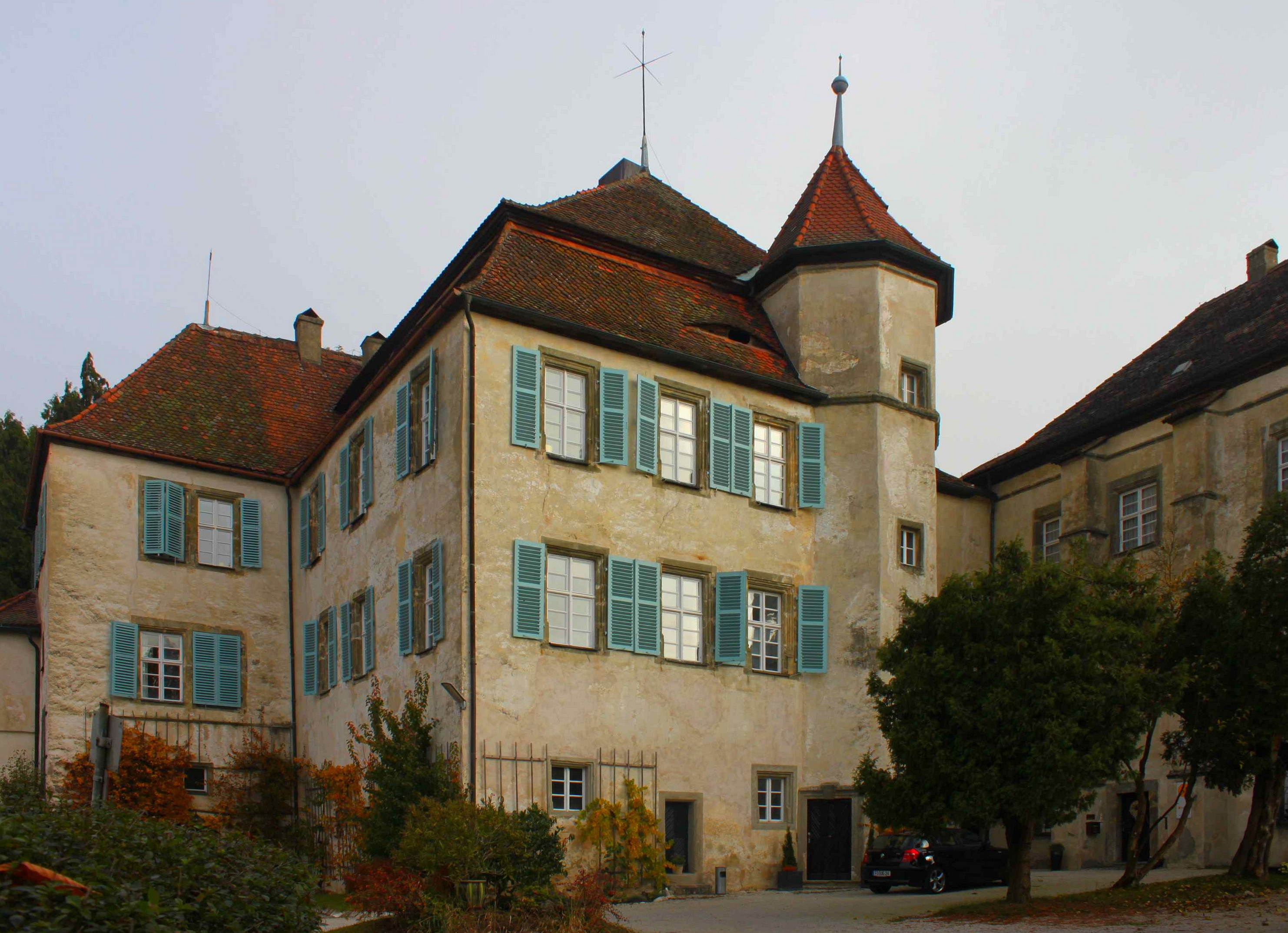
Schloss Pretzfeld

## Persönlichkeiten
- Moses Hutzler (1800–1889 in Baltimore, Maryland), deutsch-US-amerikanischer Unternehmer und Mitbegründer der ersten jüdischen Reformgemeinde in den Vereinigten Staaten
- Curt Herrmann (1854–1929), Maler (Neoimpressionismus), hielt sich in den 1920er Jahren häufig zum Malen dort auf, das Schloss gehörte seinen Schwiegereltern.[11]
- Christoph Beck (1874–1839), Gymnasiallehrer, mundartlicher Sprachforscher und Heimatforscher
- Walter Schottky (1886–1976), Physiker, forschte von 1943 bis 1955 im Schloss Pretzfeld an Halbleitern und lebte bis zu seinem Tod im Ort.
- Eberhard Spenke (1905–1992), Physiker, baute dort nach Kriegsende das Halbleiter-Forschungslabor der Siemens & Halske AG auf.